# Ephraim Chambers
Ephraim Chambers (Kendal, 1680 - Londres, 15 de maig de 1740) va ser un escriptor anglès famós per haver creat la Cyclopaedia, una enciclopèdia de referència a la seva època i va inspirar el moviment enciclopedista francès. Va col·laborar en revistes literàries fent ressenyes i traduccions mentre es dedicava al seu gran projecte, que es mantenia gràcies a les subscripcions dels lectors. Pertanyent a la Royal Society, està enterrat a l'Abadia de Westminster.